# Гейер, Роберт
Роберт Гейер (пол. Robert Geyer; 1888 год, Лодзь ― 12 декабря 1939 года, там же) ― польский предприниматель немецкого происхождения, деятель текстильной промышленности в Лодзи. Почётный консул Финляндии в Лодзи с 1927 года.

## Биография

### Царство Польское
Роберт Гейер был сыном Густава Гейера и его жены Елены. У него было восемь братьев и сестёр. Отец умер, когда ему было всего пять лет. Роберт окончил среднюю школу в Лодзи и школу коммерции, затем учился в Высшей экономической школе в Дрездене. Вернувшись в Польшу в 1912 году, его брат Евгениуш Гейер представил его правлению семейного предприятия. Роберт занял пост коммерческого директора и стал членом правления акционерного общества текстильной фабрики.

### Первая мировая война
Во время Первой мировой войны Роберт Гейере присоединился к деятельности Центрального комитета граждан, где занимался финансовыми вопросами. Вместе с Каролем Шейблером-младшим, Станиславом Зильберштейном и другими предпринимателями Лодзи, он оказывал финансовую поддержку городу. Принимал участие в оказании помощи польским и российским солдатам и семьям погибших. Также был одним из организаторов городской милиции.

### II Речь Посполитая
После окончания войны Гейер на некоторое время отошёл от дел в семейной компании, но вскоре вернулся к работе и занял своё место в совете директоров и вместе со своим братом Густавом и двоюродным братом Эмилем. В те годы компания достигла очень хороших финансовых результатов. В 1929 году благодаря их усилиям семейное предприятие вошло в общенациональный картель ― Ассоциацию производителей хлопчатобумажной пряжи. Однако из-за сложной ситуации в промышленности Лодзи после  войны Роберт не смог восстановить завод до довоенного состояния, и после начала Великой депрессии в 1934 году компания объявила о банкротстве. Однако эта же, казалось бы, сложная ситуация позволила распределить дебиторскую задолженность, и уже в 1937 году Роберт, его брат Густав и Владислав Гетлих выкупили утраченные заводы.
В межвоенный период Гейер участвовал во многих социальных и благотворительных проектах. Он принимал участие в Лодзинском христианском благотворительном обществе и Обществе строительства домов для рабочих. Гейер оказал стоял у истоков создания Общества друзей Лодзи и Лодзинского отделения Польского исторического общества. Он также оказал поддержку Обществу велосипедистов Лодзи и спортивному клубу «Гейер», работающему на заводе. Занимал пост председателя Торгово-промышленной палаты в Лодзи и заседал в центральном совете экономической ассоциации «Левиатан». Руководил управлением товарного дома «Bracia Jabłkowscy» в Варшаве. Также был почётным консулом Финляндии в Польше. 17 ноября 1926 года вместе с Морицием Познанским, Каролом Шайблемрем-младшим и Генриком Громаном Гейер был приглашен на конференцию, организованную Польской национальной партией (SPN), целью которой было организовать Лодзинское отделение партии. Акционеры текстильной фабрики поддержали эту идею, и 14 декабря в Лодзи был основан филиал SPN, и Роберт Гейер стал членом высшего совета партии.
После оккупации Лодзи вермахтом в сентябре 1939 года и организации транзитного лагеря в Радогоще в ноябре того же года в городе был создан Комитет по оказанию помощи заключенным, во главе которого встал Гейер.

### Гибель
В ночь с 11 на 12 декабря 1939 года двоюродный брат Роберта Кароль был арестован. Роберт Гейер обратился к коменданту города. Когда он вернулся 12 декабря вместе со своим племянником Гвидо Джоном в свой дом на улице Петрковской, 280, он обнаружил там четырёх офицеров гестапо. Что было дальше, до конца не известно до сих пор. Один из слуг впоследствии сообщил, что он слышал громкую и короткую перепалку и выстрелы. Затем он увидел, как Гвидо Джона застрелили, когда он бежал через парк, желая добраться до ворот. После того, как офицеры гестапо покинули дом Гейера, слуга обнаружил труп Роберта Гейера, а затем сообщил жене Гвидо Джона, Инге, о случившейся трагедии. Оккупационные власти издали приказ организовать похороны ночью, а также запретили какие-либо собрания. Несмотря на запрет, на кладбище пришла толпа рабочих фабрики Гейера.
Причины убийства так до конца и не ясны. Одна из версий гласит, что причиной стал отказ Гейера подписать фолькслист. 

## Награды
За свою экономическую и социальную деятельность. Роберт Гейер был награжден крестом ордена Возрождения Польши. 